# Klaus-Peter Wolf
Klaus-Peter Wolf (ur. 12 stycznia 1954 w Gelsenkirchen) – niemiecki scenarzysta i pisarz tworzący głównie literaturę kryminalną oraz literaturę dla dzieci i młodzieży.

## Życiorys
Książki Klausa-Petera Wolfa zostały przetłumaczone na blisko trzydzieści języków i sprzedane w ponad trzynastu milionach egzemplarzy. Sfilmowano ponad 60 scenariuszy jego autorstwa, w tym do niemieckich popularnych telewizyjnych seriali kryminalnych: Tatort i Telefon 110. Książki i filmy otrzymały liczne nagrody, m.in. niemiecką Nagrodę im. Ericha Kästnera (w Babelsbergu), holenderską Nagrodę im. Anny Frank (w Amsterdamie), kanadyjską Rocky Award (w Banff) i chińską Magnolia Award (w Szanghaju).
Powieść z cyklu o Ann Kathrin Klaasen Ostfriesensünde (2010) została wybrana przez czytelników strony Krimi-Couch najlepszą powieścią kryminalną 2010 roku. Powieści Ostfriesenangst (2012), Ostfriesenmoor (2013) i Ostfriesenfeuer (2014) przez wiele tygodni utrzymywały się na liście Top Ten tygodnika Der Spiegel. Książka Ostfriesenwut (2015) w dniu premiery zajęła pierwsze miejsce na liście bestsellerów tygodnika Der Spiegel i zajmowała to miejsce przez kilka kolejnych tygodni. Cykl składa się z szesnastu książek, większość z nich nie została przetłumaczona na język polski.
Klaus-Peter Wolf urodził się w Nadrenii Północnej-Westfalii i wiele lat mieszkał w Zagłębiu Ruhry. Obecnie mieszka we wschodniofryzyjskim miasteczku Norden, nad Morzem Północnym; w tej samej dzielnicy, w której mieszka bohaterka cyklu jego książek, komisarz Ann Kathrin Klaasen.

## Wydane książki (wybór)[1]

### CyklAnn Kathrin Klaasen
- 2007: Morderca z Fryzji Wschodniej (wyd. polskie 2015)
- 2008: Krew we Fryzji Wschodniej (wyd. polskie 2015)
- 2009: Grób we Fryzji Wschodniej (wyd. polskie 2016)